# 埃爾邁拉鎮區 (明尼蘇達州奧姆斯特德縣)
埃爾邁拉鎮區（英語：Elmira Township）是位於美國明尼蘇達州奧姆斯特德縣的一個行政鎮區。

## 歷史
埃爾邁拉鎮區於1858年成立，得名自大部份早期定居者的故鄉紐約州的埃爾邁拉。

## 地方資料
埃爾邁拉鎮區的面積為90.30平方千米，皆為陸地。根據2020年美國人口普查的數據，當地共有人口347人，而人口密度為每平方千米3.84人。